# Júlio Mesquita
Júlio Mesquita est une municipalité brésilienne de l'État de São Paulo et la Microrégion de Lins.